# Sint-Ritakerk (Den Hoorn)

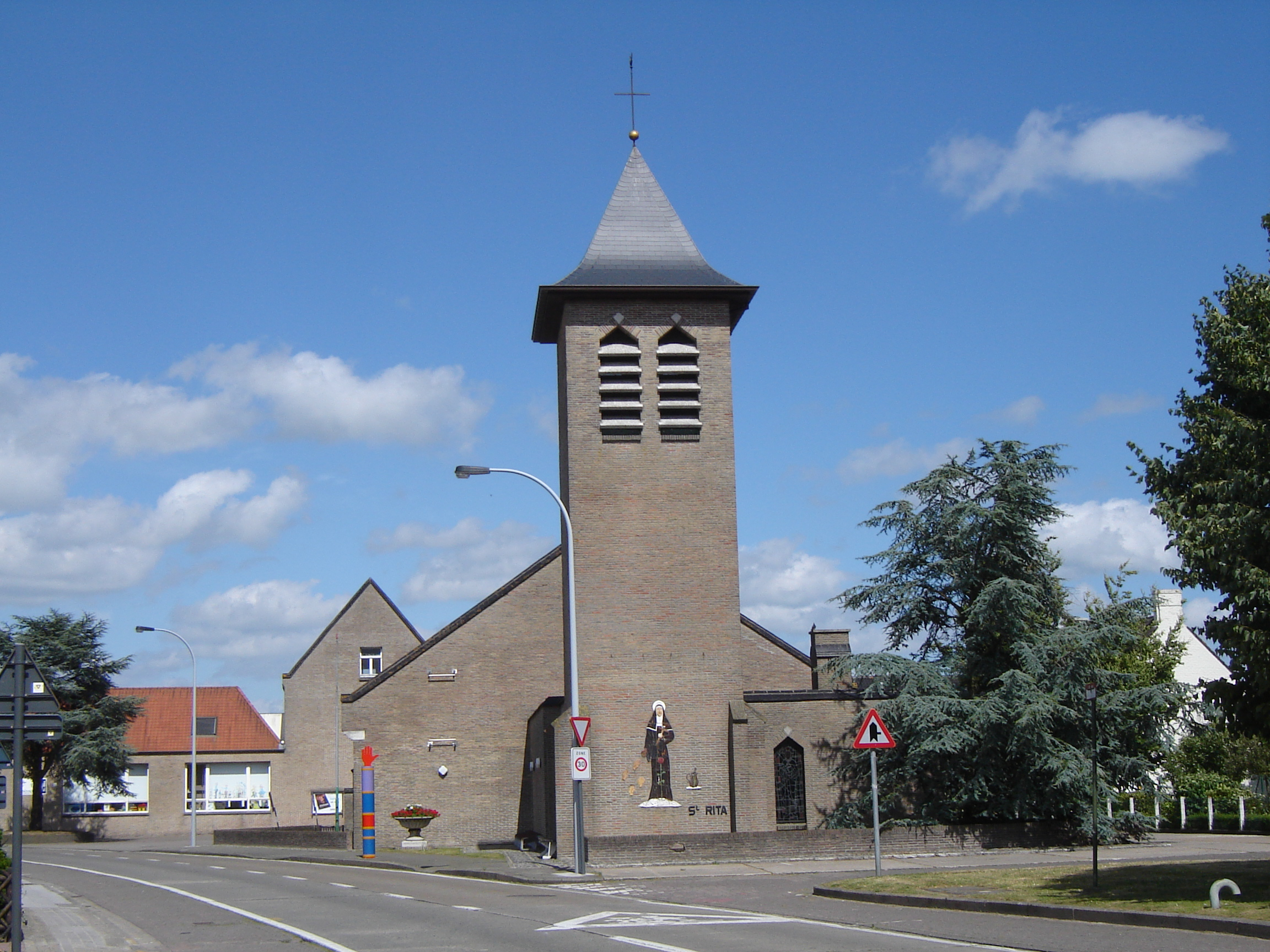
Sint-Ritakerk

De Sint-Ritakerk is een parochie- en bedevaartkerk in het tot de deelgemeente Moerkerke van de Belgische gemeente Damme behorende dorp Sint-Rita, of Den Hoorn, gelegen aan de Hoornstraat 90.

## Geschiedenis
Oorspronkelijk kerkten de parochianen van het toenmalige Den Hoorn in de Sint-Dionysiuskerk te Moerkerke. Tijdens de Tweede Wereldoorlog (1944) werden echter de bruggen over het Leopoldkanaal en het Schipdonkkanaal (de Jacksensbruggen) door de bezetter vernield, zodat men deze kerk niet meer kon bereiken. Dit leidde ertoe dat Den Hoorn tot een zelfstandige parochie, gewijd aan Sint-Rita, werd verheven. In 1946 kwam een noodkerk gereed, opgetrokken uit oorlogsmateriaal. In 1960 werd een tweede noodkerk gebouwd, en in 1976-1977 werd een definitieve kerk gebouwd op de plaats waar vroeger een wissel was in de toenmalige trambaan.

## Gebouw
Het is een lage maar betrekkelijk lange bakstenen driebeukige hallenkerk onder zadeldak, van vijf traveeën, met drie vensters per travee. De kerk heeft een voorgebouwde, massieve toren onder tentdak. Aan de voorzijde van de toren is een keramiek aangebracht, voorstellende Sint-Rita en vervaardigd door Willy Mitchell.
Het interieur heeft kleurige glas-in-loodramen en meubilair uit de tijd van de bouw en daarna. Wel is er een 18e-eeuws corpus dat bevestigd is aan een nieuw kruis.